# Sabyinyo
Il monte Sabyinyo (scritto anche Sabinyo o Sabinio) è un vulcano estinto nella catena dei monti Virunga, in Africa orientale. 
La vetta del monte (3.645 m) segna il punto di intersezione fra i confini di Repubblica Democratica del Congo, Uganda e Ruanda, e di tre parchi nazionali: il Parco nazionale dei Virunga (Congo), il Parco Nazionale dei Vulcani (Ruanda) e il Parco nazionale dei gorilla di Mgahinga (Uganda). 
La foresta sulle pendici del Sabyinyo è l'habitat del gorilla di montagna.